# Arturo Álvarez (futbolista)
Arturo Álvarez (Houston, Texas, Estados Unidos, 28 de junio de 1985) es un exfutbolista salvadoreño nacido en Estados Unidos.

## Trayectoria

### Inicios
Álvarez no jugaba al fútbol universitario; en su adolescencia hizo una prueba con el FC Girondins de Burdeos de la Ligue 1 de Francia, pero desistió y se unió a la MLS en 2003 para formar parte de un proyecto de jóvenes talentos de la Major League Soccer firmando un contrato de Project-40, y fue seleccionado decimotercero en el 2003 SuperDraft de la MLS por los Terremotos de San José. 

### San Jose Earthquakes
Álvarez debutó en la Major League Soccer con el San Jose Earthquakes en 2003, siendo este su primer club profesional, firmando un contrato por tres años. En su primer año, Álvarez anotó su primer gol de la MLS el 14 de junio de 2003, contra el FC Dallas, pero continuaría con un tiempo de juego limitado. El 23 de noviembre de 2003, siendo parte del equipo, ganó con San Jose Earthquakes la temporada 2003 de la MLS, al derrotar al Chicago Fire por 2-4 en el The Home Depot Center, Carson, California. Álvarez con el equipo californiano acumuló 373 minutos, haciedo un total de 11 apariciones y anotando 2 goles en su estadía en el club. 

### FC Dallas
En enero de 2005 Álvarez fue negociado por San José con Richard Mulrooney y los # 6 y # 29 picks en el 2005 MLS SuperDraft al FC Dallas a cambio de Brad Davis, efectivo y la selección # 4 en el SuperDraft 2005. LLegó al estado de texas de en el año 2005 para jugar con el FC Dallas para la temporada 2005 de la MLS, en su primera temporada con el club acumuló 1,281 minutos. En el año 2007 durante las eliminatorias de la Copa MLS de 2007, en la segunda vuelta del partido de semifinales de la Conferencia del FC Dallas con el Houston Dynamo, Álvarez fue expulsado por "conducta violenta" después de rodar a Brad Davis en la ingle mientras estaba fuera de límites en el minuto 47. Dallas pasó a perder el empate 4-1, y el partido 4-2 en total. Entre 2005 y 2008 disputó un total de 88 partidos y marcó 11 goles su buen desempeño recibió ofertas de varios clubes de la MLS. 
Sin embargo, Álvarez terminó su contrato con FC Dallas, y posteriormente fue elegido por el San Jose Earthquakes

### San Jose Earthquakes

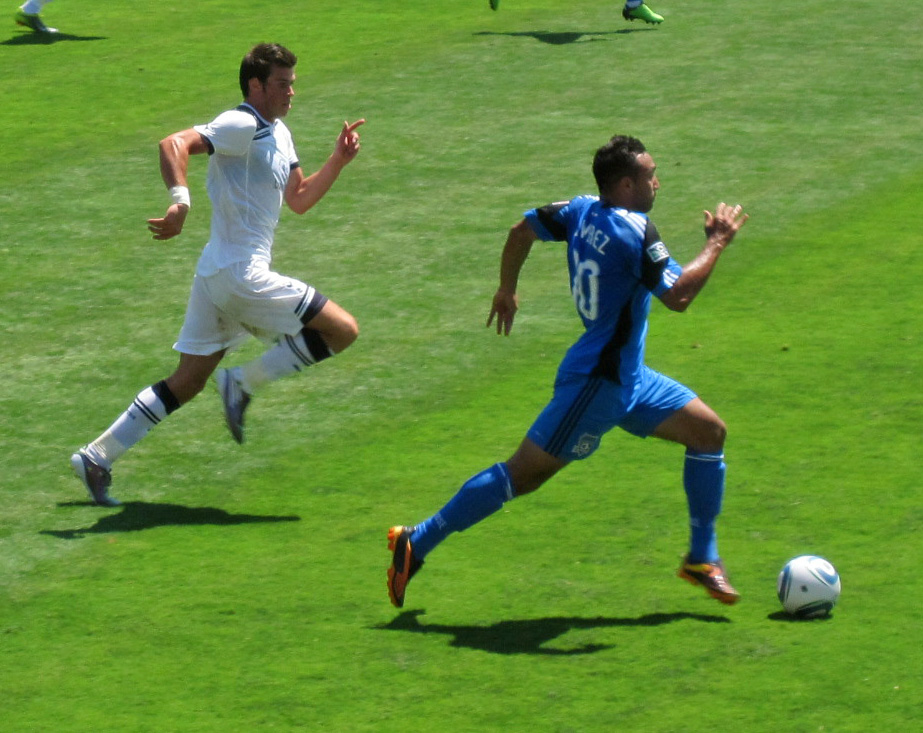
Gareth Bale y Arturo Álvarez (Azul) en un amistoso en julio de 2011.

En julio de 2008 Álvarez regreso a california precisamente a los terremotos de San Jose. En su debut, anotó el primer gol del partido contra el Los Ángeles Galaxy el 3 de agosto de 2008 en un partido que terminó 3-2 a favor de los terremotos. Sin embargo seguiría marcando dos goles más consecutivos. Se despidiria del club californiano con 11 goles en 54 partidos siendo ídolo azul.

### Real Salt Lake
El 24 de noviembre de 2010, Álvarez fue seleccionado en la décima ronda del Draft de Expansión de la MLS 2010 por Portland Timbers, pero fue inmediatamente traspasado a Real Salt Lake por una segunda ronda de la selección 2011 de la MLS SuperDraft. El salvadoreño estadounidense hizo su debut con el Real Salt Lake el 15 de marzo de 2011, cuando entró en el minuto 88' de la ida de la semifinal 2010/11 de la Liga de Campeones de la CONCACAF contra Saprissa. Álvarez tuvo la oportunidad de debutar en la MLS con el equipo de Utah, el 19 de marzo de 2011, en la victoria a domicilio contra su exequipo el San Jose Earthquakes por (0-1) en el Buck Shaw Stadium de santa clara. Entró al terreno de juego al minuto 65' en sustitución del argentino Fabián Espíndola. Después de la temporada 2011, el Real Salt Lake no volvió a firmar a Álvarez. Optó por participar en el Draft de Reingreso de la MLS 2011y fue seleccionado por Chivas USA, el 5 de diciembre de 2011. Sin embargo, el recibió el interés de clubes europeos, según su agente, y se esperaba que mover sus servicios allí más tarde en su carrera. En su estadía de una temporada con el club Arturo acumuló un total de 20 apariciones.

### Paços de Ferreira
El 18 de marzo de 2012, se trasladó a Portugal firmando un contrato de dos años con el club portugués de primera división Paços de Ferreira. Debutó oficialmente el 5 de febrero de 2012 en la victoria a domicilio por parte del Paços de Ferreira (0-1) sobre el Estoril en un juego correspondiente a la 3ª ronda de la Taça da Liga. Al minuto 77, el técnico Ulisses Morais hizo ingresar a Álvarez en sustitución de Sai Sassa; por lo que el cuscatleco logró debutar al jugar los últimos 13 minutos del juego. Una semana después, debuta en la primeira liga (máxima categoría del fútbol portugués) el 19 de febrero, el mediocampista enfrentó al Sporting de Lisboa, en el Estadio José Alvalade de Lisboa en la derrota por 1-0. ingresando al terreno de juego a los 87 minutos en sustitución del brasileño Luiz Martins, cuando su equipo estaba volcado en busca del empate. El 18 de marzo del 2012, anotó su primer gol en la Primeira liga de Portugal en la jornada 23 en la victoria de visita contra el Académica en el Estadio Ciudad de Coímbra anotando el único tanto de la victoria de su equipo por 0-1. El tanto fue convertido de derecha. En febrero de 2013, el volante fue cedido a préstamo al Videoton de la liga de Hungría hasta el final de la temporada, según publicaron medios portugueses. El jugador sumó 519 minutos con los castores y anotó tres goles en la 2012/2013.

### Videoton FC
El 7 de febrero de 2013, fue prestado al club húngaro Videoton de la NB I. Definido como un jugador veloz, fuerte y potente, Álvarez tuvo la oportunidad de debutar en la NB I el 3 de marzo de 2013, en la victoria de visita por (0-4) sobre el Honved en la jornada 18 del campeonato húngaro. Entrando al terreno de juego al minuto 60' de sustitución. Anteriormente el cuscatleco había debutado con el videoton el 5 de febrero, contra el Debreceni, este en un juego correspondiente a la copa de Hungría entrando de igualmanera al terreno de juego los 70 minutos. Luego de ese encuentro, se mantuvo activo en el videoton y siendo unas de las piezas fundamentales en el equipo. El 10 de abril, anotó su primer gol en la liga húngara en el único gol del partido en la victoria de visita (0-1) contra el Szombathelyi a los 34 minutos. Álvarez terminó la temporada 2012/2013 con el videoton como subcampeón.
En junio de 2013, el videoton compró de forma definitiva el pase del jugador quien había jugado a préstamo. Jugó lo suficientemente bien con el equipo con el cual firmó un contrato de dos años para permanecer en Hungría siendo un jugador influyete en el equipo. marcó su primer y único doble en tierras europeas el 16 de octubre, en la Copa de la liga contra el Kozarmisleny a los minutos 32' y 72'. En la temporada de la NB I 2014/15, Arturo fue parte fundamental del club que logró el título del campeonato en dicha temporada y así logrando el título de campeón con el videoton el segundo título para el club y para Álvarez en su carrera. En su estadía con el equipo de la ciudad de Székesfehérvár, además de lograr el campeonato de liga, con este equipo logró alcanzar la final de la Copa de Liga 2012-13, la cual perdió contra el Ferencvárosi TC con marcador de 1:5. Copa de la liga de Hungría 2012-13</ref> y fue Subcampeón de la Magyar Kupa 2014/2015, Copa de la liga 2013/2014 y la Supercopa 2015/2016. Una vez terminado sus dos años de contrato con el equipo Húngaro, Alvares paso un total de 6 meses sin equipo; incluso Se creía que este tendría su debut en la liga salvadoreña ante las propuestas de los equipos Alianza Fútbol Club y Sonsonate Fútbol Club, los cuales nunca llegaron a concretarse.

### Chicago Fire
El 3 de marzo de 2016, después de un exitoso juicio de pretemporada con el club, Álvarez fue firmado por Chicago Fire a un contrato de un año con una opción de renovación. Debutando el 6 de marzo, contra el New York City en la derrota por 3-4 y asistiendo al gol del empate a su compañero Razvan Cocis a los 9 minutos. 
El 21 de mayo, anotó su primer gol con el chicago contra el Houston Dynamo en el único gol del partido en la victoria del chicago por 1-0 a los 3 minutos del primer tiempo. El tanto fue convertido cuando Gilberto filtró un balón cruzado desde la banda izquierda.  El defensor DaMarcus Beasley se confió de un balón que pudo recoger fácilmente, y Álvarez aprovechó para ganarle la espalda. Para cuando Beasley y el arquero Tyler Deric reaccionaron, el mediocampista de Chicago ya había realizado su letal toque para festejar su primer gol con la camiseta del Fire. Álvarez no había marcado en la MLS desde la campaña 2010 cuando jugaba para el San Jose Earthquakes, previo a su paso por el Real Salt Lake y el fútbol europeo.

## Selección nacional
A nivel de selecciones nacionales, Álvarez participó en combinados juveniles de Estados Unidos. Fue convocado para la Copa Mundial de Fútbol Juvenil de 2003, pero una lesión impidió su participación; y en 2008 tomó parte de campos de entrenamiento para los Juegos Olímpicos de Pekín 2008. Debido a su ascendencia salvadoreña y ante una invitación del técnico Carlos de los Cobos, expresó su disposición para representar a la selección nacional de El Salvador en las eliminatorias de Concacaf para la Copa Mundial de Fútbol de 2010 al no haber jugado ningún partido con la selección mayor estadounidense.
Su primer encuentro con el combinado cuscatleco fue el 12 de agosto de 2009 frente a Trinidad y Tobago en la misma eliminatoria y en total participó en cinco juegos; mientras que en la eliminatorias de Concacaf para la copa mundial de 2014 jugó dos encuentros. 
Asimismo, ha sido convocado para la Copa Centroamericana 2011; y la Copa de Oro de ese mismo año. También después fue convocado para la Copa Centroamericana 2014; y la Copa de Oro 2015.
Ha participado en la segunda y tercera ronda en las eliminatorias a Rusia 2018 con 4 partidos jugados y un gol anotado. El 9 de marzo de 2016 renuncia temporalmente a la Selección de fútbol de El Salvador retiro que duró hasta octubre de 2017.

### Goles internacionales
| Núm. | Fecha                    | Lugar                                                    | Rival                  | Gol | Resultado | Competición                         |
| ---- | ------------------------ | -------------------------------------------------------- | ---------------------- | --- | --------- | ----------------------------------- |
| 1    | 12 de junio de 2011      | Soldier Field Stadium, Chicago, Illinois, Estados Unidos | Cuba                   | 5-1 | 6-1       | Copa Oro 2011                       |
| 2    | 10 de septiembre de 2014 | Toyota Stadium, Frisco, Texas, Estados Unidos            | Costa de Marfil        | 1-2 | 1-2       | Amistoso                            |
| 3    | 4 de junio de 2014       | BBVA Compass Stadium, Houston, Texas, Estados Unidos     | Belice                 | 2-1 | 2-1       | Copa Centroamericana 2014           |
| 4    | 16 de junio de 2015      | Estadio Cuscatlan, San Salvador, El Salvador             | San Cristóbal y Nieves | 3-1 | 4-1       | Eliminatorias Mundial 2018 CONCACAF |

## Clubes
Actualizado al último partido jugado el 21 de octubre de 2018.
| San Jose Earthquakes Estados Unidos         | 1.ª                 | 2003                | 15  | 1  | -  | - | - | - | 15  | 1  |
| San Jose Earthquakes Estados Unidos         | 1.ª                 | 2004                | 11  | 1  | -  | - | - | - | 11  | 1  |
| San Jose Earthquakes Estados Unidos         | Total               | Total               | 26  | 2  | 0  | 0 | 0 | 0 | 26  | 2  |
| Football Club Dallas Estados Unidos         | 1.ª                 | 2005                | 24  | 2  | -  | - | - | - | 24  | 2  |
| Football Club Dallas Estados Unidos         | 1.ª                 | 2006                | 19  | 3  | -  | - | - | - | 19  | 3  |
| Football Club Dallas Estados Unidos         | 1.ª                 | 2007                | 29  | 3  | -  | - | - | - | 29  | 3  |
| Football Club Dallas Estados Unidos         | 1.ª                 | 2008                | 16  | 3  | -  | - | - | - | 16  | 3  |
| Football Club Dallas Estados Unidos         | Total               | Total               | 88  | 11 | 0  | 0 | 0 | 0 | 88  | 11 |
| San Jose Earthquakes Estados Unidos         | 1.ª                 |                     |     |    |    |   |   |   |     |    |
| San Jose Earthquakes Estados Unidos         | 1.ª                 | 2008                | 12  | 3  | -  | - | - | - | 12  | 3  |
| San Jose Earthquakes Estados Unidos         | 1.ª                 | 2009                | 23  | 5  | -  | - | - | - | 23  | 5  |
| San Jose Earthquakes Estados Unidos         | 1.ª                 | 2010                | 22  | 3  | -  | - | - | - | 22  | 3  |
| San Jose Earthquakes Estados Unidos         | Total               | Total               | 57  | 11 | 0  | 0 | 0 | 0 | 57  | 11 |
| Real Salt Lake Estados Unidos               | 1.ª                 |                     |     |    |    |   |   |   |     |    |
| Real Salt Lake Estados Unidos               | 1.ª                 | 2011                | 16  | 0  | 1  | 0 | 4 | 0 | 21  | 0  |
| Real Salt Lake Estados Unidos               | Total               | Total               | 16  | 0  | 1  | 0 | 4 | 0 | 21  | 0  |
| Futebol Clube Paços de Ferreira Portugal    | 1.ª                 |                     |     |    |    |   |   |   |     |    |
| Futebol Clube Paços de Ferreira Portugal    | 1.ª                 | 2012                | 9   | 2  | 1  | 0 | - | - | 10  | 2  |
| Futebol Clube Paços de Ferreira Portugal    | 1.ª                 | 2012                | 4   | 1  | 4  | 2 | - | - | 8   | 3  |
| Futebol Clube Paços de Ferreira Portugal    | Total               | Total               | 13  | 3  | 5  | 2 | 0 | 0 | 18  | 5  |
| Videoton Football Club · Hungría            | 1.ª                 |                     |     |    |    |   |   |   |     |    |
| Videoton Football Club · Hungría            | 1.ª                 | 2013                | 11  | 2  | 7  | 0 | - | - | 18  | 2  |
| Videoton Football Club · Hungría            | 1.ª                 | 2013-14             | 22  | 4  | 10 | 3 | 1 | 0 | 33  | 7  |
| Videoton Football Club · Hungría            | 1.ª                 | 2014-15             | 23  | 2  | 6  | 3 | - | - | 29  | 5  |
| Videoton Football Club · Hungría            | 1.ª                 | 2015                |     |    |    |   |   |   |     |    |
| Videoton Football Club · Hungría            | Total               | Total               | 56  | 8  | 23 | 6 | 1 | 0 | 80  | 14 |
| Chicago Fire Estados Unidos                 | 1.ª                 |                     |     |    |    |   |   |   |     |    |
| Chicago Fire Estados Unidos                 | 1.ª                 | 2016                | 30  | 5  | 3  | 0 | - | - | 35  | 5  |
| Chicago Fire Estados Unidos                 | 1.ª                 | 2017                | 26  | 3  | 2  | 0 | - | - | 28  | 3  |
| Chicago Fire Estados Unidos                 | Total               | Total               | 56  | 8  | 5  | 0 | 0 | 0 | 61  | 8  |
| Houston Dynamo Football Club Estados Unidos | 1.ª                 |                     |     |    |    |   |   |   |     |    |
| Houston Dynamo Football Club Estados Unidos | 1.ª                 | 2018                | 18  | 0  | 2  | 0 | - | - | 20  | 0  |
| Houston Dynamo Football Club Estados Unidos | Total               | Total               | 18  | 0  | 2  | 0 | 0 | 0 | 20  | 0  |
| Total en su carrera                         | Total en su carrera | Total en su carrera | 330 | 43 | 36 | 8 | 5 | 0 | 371 | 51 |
| (2) No incluye goles en partidos amistosos. |                     |                     |     |    |    |   |   |   |     |    |

### Selección nacional
| Selección                                    | Año                 | Partidos | Goles |
| -------------------------------------------- | ------------------- | -------- | ----- |
| El Salvador                                  | 2009                | 5        | 0     |
| El Salvador                                  | 2010                | 3        | 0     |
| El Salvador                                  | 2011                | 12       | 1     |
| El Salvador                                  | 2012                | 1        | 0     |
| El Salvador                                  | 2013                | 0        | 0     |
| El Salvador                                  | 2014                | 10       | 2     |
| El Salvador                                  | 2015                | 11       | 1     |
| El Salvador                                  | 2016                | 0        | 0     |
| El Salvador                                  | 2017                | 1        | 0     |
| El Salvador                                  | 2018                | 2        | 0     |
| Total en su carrera                          | Total en su carrera | 45       | 4     |
| Estadísticas hasta el 14 de octubre de 2018. |                     |          |       |

## Palmarés

### Campeonatos nacionales
| N.º | Título                   | Club                   | País           | Año  |
| --- | ------------------------ | ---------------------- | -------------- | ---- |
| 1   | MLS 2003                 | San Jose Earthquakes   | Estados Unidos | 2003 |
| 1   | NB I 2014/15             | Videoton Football Club | Hungría        | 2015 |
| 2   | Lamar Hunt U.S. Open Cup | Houston Dynamo         | Estados Unidos | 2018 |